# Таращук Петро Всеволодович
Таращук Петро Всеволодович (22 червня 1956, Вінниця)  — український перекладач, публіцист, редактор, колумніст, член Національної спілки письменників України, лауреат Літературної премії імені Григорія Сковороди, Премії імені Максима Рильського та Літературної премії імені Григорія Кочура.

## Біографія
Після закінчення середньої школи в місті Василькові (Київської області), навчався у Київському медичному училищі № 2 та Київському інституті фізкультури — з обох навчальних закладів пішов за власним бажанням.
З 1977 по 1979 рік служив в армії, виконуючи службу електрика на ядерних ракетоносцях, почав інтенсивно вивчати іноземні мови.
Після армії Таращук навчався в Київському педагогічному інституті, звідки його 1982 року відрахували за читання виданого в Парижі «Архіпелагу ГУЛАГ» Солженіцина.
Спалив свій комсомольський квиток.
1989 року закінчив Київський університет імені Тараса Шевченка за спеціальністю «українська філологія».
Після університету працював спершу науковим співробітником Державного музею Тараса Шевченка в Києві, потім редактором видавництва «Дніпро».
Від 1993 року на творчій роботі.
Член Національної спілки письменників України з 1998 року.

## Перекладацька творчість
«Що легше — написати достойний текст чи гідно перекласти його? Хтозна… Іноді здається, що світові письменники ледве встигають писати для Петра Таращука: на його „бойовому рахунку“ понад 90 перекладів, і за жоден йому поки що не довелося червоніти». (відома письменниця Люко Дашвар про перекладацьку діяльність Петра Таращука)
Петро Таращук переклав на українську мову твори таких відомих зарубіжних письменників, публіцистів, учених як Е. Сміт, А. Тойнбі, Й. Шумпетер, Р. Стівенсон, Б. Рассел, З. Фройд, Е. Шухардт, А. Камю, П. Лейленд, С. Цвайґ, Л.-Ф. Селін, Ф. Ніцше, Ф. Кафка, Е. Йонеско, С. Лем, Б. Віан та інші.
Інтерпретував українською низку наукових праць: «Історія західної філософії» Б. Рассела, «Національна ідентичність» Е. Сміта, «Вступ до психоаналізу» З. Фройда, «Сексуальна політика» К. Мілет, твори А. Тойнбі, Й. Шумпетера, П. Лейленда.

П'єсу «Калігула» А. Камю в перекладі Петра Таращука ставили на сцені декілька театрів України (у театрі імені Івана Франка в Києві -  з 2022 року,  вже другий сезон поспіль),   п'єсу «Носороги» Е. Йонеско  в перекладі Таращука  ставлять   в театрі імені Івана Франка  з вересня 2014 року. 
Найбільше Таращук перекладає з французької мови (Селін, Л. Ф. «Подорож на край ночі» (Київ: Юніверс, 2000) та ін.), а також німецької (Франц Кафка «Процес» (видавництво «Універс», 1998), Стефан Цвайґ «Марія Антуанетта» (Київ: Дніпро, 1991) та «Жозеф Фуше» (Київ: Основи, 2000), З. Фройд «Вступ до психоаналізу» та ін.) і англійської (Дейвіс Норман «Європа: Історія» (Київ: Основи, 2000) та ін.).
Критики відзначають, що Петро Таращук блискуче й до нюансів розуміє оригінал, користується найновішими принципами перекладацької теорії та практики. Говорять про його системність у виборі праць для перекладання, перекладацьку культуру, високі вимоги до підбору потрібного слова. В перекладах йому вдається зберегти стилістичну особливість оригіналу — переклад читається невимушено, мова звучить по-сучасному..
Кількість перекладених Таращуком творів зарубіжних письменників вже давно більша за 100.
У 2010 році Петро Таращук одержав премію ім. Григорія Сковороди — відзнаку Посольства Франції в Україні за найкращий переклад із французької мови українською творів Самюеля Беккета «Малон умирає. Несказанний» (Юніверс, 2009) і Антуана де Сент-Екзюпері «Цитадель» (Видавництво Жупанського, 2010), в 2012 став лауреатом премії ім. Максима Рильського за переклад із французької книжок Антуана де Сент-Екзюпері «Записники» і «Цитадель» (Київ: Видавництво Жупанського,2009-2010 рр.), а 2023 року Петро Таращук отримав премію ім. Григорія Кочура за найкращий поетичний переклад: переклад українською мовою твору Кретьєна де Труа «Ланселот, або Лицар Воза» (видавництво «Навчальна книга — Богдан», Тернопіль, 2021 рік).
Улітку 2016 року перебував у німецькому центрі для перекладачів «Європейський колегіум перекладачів» (нім. Europäisches Übersetzer-Kollegium, EÜK) у Штралені, де переклав збірку новел Стефана Цвайґа «Зоряні миті людства».
Узимку 2017 Таращук був одним з 11 переможців конкурсу на здобуття резидентського гранту «Написи. Перекладач у русі» (нім. «Schriftzüge. Übersetzer in Bewegung») у розмірі 2000 CHF від Інституту Ґете в Москві. Відповідно до умов цього гранту з 27 листопада по 22 грудня 2017 року Таращук працював над українським перекладом роману німецького письменника Альфреда Дебліна «Гори, океани та велетні» в Будинку перекладачів Лорен у швейцарському селі Вернетхаузен поблизу від Цюриха.

## Примітки

Ці книги — майже всі є перекладами Петра Таращука